# Józef Franciszek Fert
Józef Franciszek Fert (ur. 7 lipca 1945 w Korytnicy) – polski polonista, historyk literatury, poeta, profesor Katolickiego Uniwersytetu Lubelskiego, badacz twórczości Cypriana Norwida, tekstolog i edytor.

## Życiorys
Urodził się 7 lipca 1945 w Korytnicy nad Nidą. Studiował filologię polską na KUL i UMCS. W 1969 otrzymał tytuł magistra (na seminarium prof. Czesława Zgorzelskiego), a w 1978 stopień naukowy doktora (seminarium prof. Stefana Sawickiego, promotor – prof. Maria Grzędzielska). W latach 1968–1969 był pracownikiem redakcji Wydawnictwa Towarzystwa Naukowego KUL. Od 1970 do 1990 pracował jako nauczyciel języka polskiego w I Liceum Ogólnokształcącym im. Tadeusza Kościuszki we Włodawie. Działacz "Solidarności" – przewodniczący sekcji nauczycielskiej „Solidarność” i wiceprzewodniczący NSZZ "S" we Włodawie. Założyciel Rady Oświaty i Wychowania, zdelegalizowanej w stanie wojennym. Internowany w okresie od 13 grudnia 1981 do 10 lutego 1982 w więzieniach w Chełmie i Włodawie.
Od 1983 sekretarz redakcji czasopisma "Studia Norwidiana" i członek redakcji "Dzieł wszystkich Norwida". Pracownik naukowo-dydaktyczny KUL od 1985 (od 1989 jako pracownik etatowy): początkowo w Międzywydziałowym Zakładzie Badań nad Twórczością Norwida, następnie na polonistyce KUL. W latach 1994–1996 pracował jako adiunkt w Katedrze Literatury Współczesnej KUL, od 1996 kierownik Katedry Tekstologii i Edytorstwa. Habilitował się na Wydziale Nauk Humanistycznych KUL w 1993.
W latach 1994–1999 kierownik Sekcji Filologii Polskiej KUL (od 1998 jako profesor nadzwyczajny KUL), w latach 1999–2000 prodziekan Wydziału Nauk Humanistycznych i członek Senatu Akademickiego KUL. W latach 2002–2006 kierownik Międzywydziałowego Zakładu Badań nad Twórczością Cypriana Norwida. W latach 2004–2012 prorektor KUL.
W 2005 otrzymał tytuł profesora nauk humanistycznych.
Członek Towarzystwa Naukowego KUL, Towarzystwa Literackiego im. Adama Mickiewicza, Lubelskiego Towarzystwa Naukowego (od 2005), Stowarzyszenia Pisarzy Polskich – prezes Lubelskiego Oddziału SPP (2002–2004).
W 2018 kandydował bezskutecznie do sejmiku województwa lubelskiego z listy Koalicji Obywatelskiej.

## Wyróżnienia i odznaczenia
- Honorowy Obywatel Włodawy (1989)[4]
- Srebrna Odznaka Recytatora (dwukrotnie)
- Wyróżnienia w Konkursie Literackim im. Józefa Czechowicza (dwukrotnie).
- Laureat Nagrody w IV Ogólnopolskim Konkursie Poetyckim im. Józefa Czechowicza (2013)
- Złoty Krzyż Zasługi (2005)[5]
- Medal Komisji Edukacji Narodowej (2009)
- Srebrny Wawrzyn Literacki (2012)
- Krzyż Kawalerski Orderu Odrodzenia Polski (2013)[6]
- Tytuł: Bene Meritus Terrae Lublinensi (2014)
- Krzyż Pro Ecclesia et Pontifice (2014)
- Nagroda II Międzynarodowego Trójstyku Literackiego (2018)
- Literacka Nagroda Niepodległości (2018)
- Medal Unii Lubelskiej (2020)
- Medal 100-lecia Odzyskania Niepodległości (2021)[7]

## Ważniejsze publikacje

### Publikacje naukowe i popularne
- Norwid poeta dialogu, Ossolineum, Wrocław 1982.
- Cyprian Norwid, Vade-mecum, wstęp, oprac. tekstologiczne i edytorskie J. Fert, Ossolineum, Wrocław 1990; następne wydania: Ossolineum, Wrocław 1999, kolejne w serii Skarby Biblioteki Narodowej, Ossolineum i De Agostini Polska, Wrocław 2003.
- Cyprian Norwid, Kolébka-pieśni, oprac. J. Fert, Towarzystwo Naukowe KUL, Lublin 1990.
- Poeta sumienia. Rzecz o twórczości Norwida, Redakcja Wydawnictw KUL, Lublin 1993.
- Teofil Lenartowicz, Helena Mickiewiczówna. Korespondencja, wstęp, oprac. Józef Fert, Towarzystwo Naukowe KUL, Lublin 1997.
- Cyprian Norwid, Błogosławione pieśni..., wybór, oprac., posłowie J. Fert, Instytut Wydawniczy PAX, Warszawa 2000.
- Teofil Lenartowicz, Julia Jabłonowska, Korespondencja, oprac. J. Fert, Towarzystwo Naukowe KUL, Lublin 2003.
- Cyprian Norwid, Vade-mecum, oprac. J. Fert, Towarzystwo Naukowe KUL, Lublin 2004.
- Norwidowskie inspiracje, Towarzystwo Naukowe KUL, Lublin 2004.
- Cyprian Norwid, Sumienie słowa. Wybór myśli z listów i rozpraw, oprac. i wstęp J. Fert, przedmowa J. Tischner, Ossolineum, Wrocław 2004.
- Poezja i publicystyka, Wydawnictwo KUL, Lublin 2010; wyd. II: Wydawnictwo KUL, Lublin 2012.
- Józef Czechowicz, Wiersze i poematy, opracował J. Fert, w: tenże, Pisma zebrane, t. 1–2, przewodniczący komitetu red. J. Święch, Wydawnictwo UMCS, Lublin 2012.
- Józef Czechowicz, Wybór wierszy i poematów, wybór i opracowanie J. Fert, Towarzystwo Naukowe KUL, Lublin 2013.
- Józef Czechowicz, Notatnik 1936–1938, tekst ustalił i notami filologicznymi opatrzył J. F. Fert, posłowie E. Łoś, Muzeum Lubelskie w Lublinie, Lublin 2015.
- Lektury i inspiracje, Wydawnictwo Test, Lublin 2016.
- Nieco poezji, nieco filozofii..., Wydawnictwo Alleluja, Kraków 2017.
- Pamięć polonistyczna. Studia i szkice literackie, Wydawnictwo KUL, Lublin 2017.
- Grupa .64. Wspomnienia absolwentów polonistyki KUL, red. J. F. Fert, Wydawnictwo KUL, Lublin 2017.
- Inne Kresy... Inny Wołyń..., Wydawnictwo Pewne.Kielce 2019.
- Życie Cypriana Norwida. Pamiątka dwusetnej rocznicy urodzin Poety. 1821-2021. Kielce 2020.
- Norwid. Zdania i uwagi o społeczeństwie obywatelskim. Kielce 2021.
- Cyprian Norwid. Vade-mecum i pozostałe wiersze z lat 1865-1883, Wybór i oprac. J. F. Fert. Warszawa 2023.
- "Ktoś nieopatrznie dotknął pustki po mnie". Wiersze wybrane Stanisława Grochowiaka, wybrał i ułożył J. F. Fert, Kraków 2024.
- Roma czyli Amor, Kielce 2024.
- Artykuły towarzyszące wydaniom utworów współczesnych pisarzy, m.in. B. Królikowskiego, A. Szmidta, H. Kozaka, W. Michalskiego, E. Ostrowskiej, ks. K. Wójtowicza i in.
- Około 400 artykułów naukowych i popularnonaukowych w czasopismach naukowych i literackich.

### Zbiory poezji i prozy
- Rytmy, Wydawnictwo Lublin, Lublin 1987.
- Zapach macierzanki, Wydawnictwo Lublin, Lublin 1992.
- Dominika, Polihymnia, Lublin 1994.
- Dolce far niente, Wydawnictwo Aula, Podkowa Leśna 2000.
- Latomia. Wybór wierszy, Polihymnia, Lublin 2003.
- Świętokrzyska zapaska (gawędy), Wydawnictwo Test, Lublin 2007[8].
- Kamienie. Choklakia, Wydawnictwo Test, Lublin 2005.
- Galatea, Wydawnictwo Cedro i Synowie, Kielce 2013.
- Twarze na płótnach, Wydawnictwo Test, Lublin 2015.
- Świętokrzyska zapaska (gawędy), wyd. II, zmienione, Test, Lublin 2015[9].
- Świętokrzyska zapaska (gawędy), wyd. III zmienione i uzupełnione. Pewne Wydawnictwo, Kielce 2018.
- Dagerotypy. Wiersze. Wydawnictwo Alleluja. Kraków 2019.
- Kilka zdań co nienowe, Lublin 2021.